# Resolutie 565 Veiligheidsraad Verenigde Naties
Resolutie 565 van de Veiligheidsraad van de Verenigde Naties werd op 14 juni 1985 met unanimiteit aangenomen.

## Achtergrond
Nadat er in 1964 geweld was uitgebroken op Cyprus, stationeerden de VN er de UNFICYP-vredesmacht. De missie hiervan werd nadien steeds om het half jaar verlengd.

## Inhoud
De Veiligheidsraad:
- Neemt nota van het rapport van de secretaris-generaal over de VN-operatie in Cyprus.
- Bemerkt de aanbeveling van de secretaris-generaal om de missie van de macht met een periode van zes maanden te verlengen.
- Bemerkt ook het akkoord van de Cypriotische overheid voor het behoud van de macht na 15 juni 1985.
- Herbevestigt resolutie 186 (1964).

1. Verlengt de missie van de VN-vredesmacht nogmaals met een verdere periode tot 15 december 1985.
2. Vraagt de secretaris-generaal om zijn bemiddelingswerkzaamheden voort te zetten, de Veiligheidsraad op de hoogte te houden en tegen 30 november 1985 te rapporteren over de uitvoering van deze resolutie.
3. Roept alle betrokken partijen op om te blijven samenwerken met de macht.

## Verwante resoluties
- Resolutie 553 Veiligheidsraad Verenigde Naties
- Resolutie 559 Veiligheidsraad Verenigde Naties
- Resolutie 578 Veiligheidsraad Verenigde Naties
- Resolutie 585 Veiligheidsraad Verenigde Naties

Lijst ·  560 ·  561 ·  562 ·  563 ·  564 ·  565 ·  566 ·  567 ·  568 ·  569 ·  570 ·  571 ·  572 ·  573 ·  574 ·  575 ·  576 ·  577 ·  578 ·  579 ·  580